# Wolkwin II Waldeck
Wolkwin II Schwalenberg (ur. 1125 zm. ok. 1177) – syn hrabiego Widekinda I Schwalenberg (zm. 1136) i jego żony Lutrudy von Itter (zm. 22 marca 1149).

## Życie
Po śmierci ojca w 1137 został nowym hrabią Schwalenberg. Dzięki swemu pierwszemu małżeństwu z Luitgard zu Ziegenhain, córką hrabiego Poppo I von Reichenbach, otrzymał hrabstwo Waldeck, które potem on i jego potomkowie w 1180 podnieśli do rangi hrabstwa Waldeck.
Wolkwin podobnie jak inni władcy tego okresu prowadził (przy pomocy brata Wittekinda II) liczne spory z sąsiednimi feudałami, zwłaszcza z biskupem Paderborn, arcybiskupem Kolonii i opatami klasztoru w Corvey.
Kupił klasztory w Willebadessen, Flechtdorf i Aroldessen, które przekazał swej babce Gepie von Ittem. Dla swojej matki nabył rozległe posiadłości na obszarze Korbach-Arolsen.
W 1144 ofiarował rodzinie swego teścia Poppo I von Reichenbach klasztor Aulisburg-Haina.
Po śmierci Judyty ksieni opactwa w Northeim w 1146 Wolkwin próbował oddać ten urząd swej siostrzenicy Judycie, ale ze względu na opór Wibalda opata Corvey, co było prawdopodobnie przyczyną późniejszych sporów opata Crovey z hrabią Schwalenberg.
Jako wasal Henryka Lwa był przez lata wiernym rycerzem i uczestniczył w wielu bataliach księcia. Jak większość wasali księcia Westfalii, później został przeciwnikiem Henryka.

## Małżeństwa i dzieci
Po raz pierwszy ożenił się z Luitgardą zu Ziegenhain, córką hrabiego Poppo I von Reichenbach i dziedziczką Waldeck i to małżeństwo zostało rozwiązane w 1161 r. ze względu na jej bezdzietność.
Jego drugą żoną była Lutrud.
Z tego małżeństwa narodziło się pięcioro dzieci:
- Wittekind III Waldeck-Schwalenberg (ur. ok. 1162, zm. 1190 na krucjacie), od 1178 roku hrabia Schwalenberg od 1184 hrabia Waldeck
- Herman I von Schwalenberg (ur. ok. 1163, zm. ok. 1224) hrabia Schwalenberg do 1189, od 1184, hrabia Waldeck
- Henryk I Waldeck-Schwalenberg (ur. ok. 1165, zm. przed wrześniem 1214), ∞ Heseka z Dassel (zm. 25 lipca 1220)
- Wolkwin Schwalenberg również Wolkwin III zu Busdorf (ur. ok. 1170, zm. po 1243), Od 1185 kanonik w Paderborn,
- córka ∞ Werner I, hrabia Battenberg-Wittgenstein

## Literatura
- L. Curtze: Geschichte und Beschreibung des Fürstentum Waldeck